# Антон Евтимов
Антон Иванов Евтимов е бивш български футболист, нападател. Към 2019 г. е спортен директор на ПФК Миньор (Перник).

## Кариера
През годините се е състезавал с екипа на ПФК Миньор (Перник), Локомотив (София), Марек, Македонска слава и в Австрия (през есента на 2005 г.). Полуфиналист в турнира за купата на страната през 1999 с Локомотив (София) и през 2002 с Марек, полуфиналист е и за Купата на ПФЛ през 1997 г. с Миньор (Пк). Има един мач за националния отбор. Става известен с отбелязания хеттрик срещу Левски (София) при победата на Миньор с 3:2 през сезон 1999/00.
През 2001 г. кара проби в Торпедо (Москва), като играе в приятелски мачове.

## Като треньор
От 2010 г. е помощник-треньор в Миньор. През 2018 г. става спортен директор на тима.

## Статистика по сезони
- Миньор (Пк) – 1991/92 – А група, 24 мача/0 гола
- Миньор (Пк) – 1992/93 – Б група, 30/1
- Миньор (Пк) – 1993/94 – Б група, 28/6
- Миньор (Пк) – 1994/95 – В група, 23/7
- Миньор (Пк) – 1995/96 – Б група, 37/15
- Миньор (Пк) – 1996/97 – А група, 28/3
- Миньор (Пк) – 1997/98 – А група, 25/3
- Локомотив (Сф) – 1998/99 – A група, 7/1
- Миньор (Пк) – 1999/00 – А група, 28/13
- Локомотив (Сф) – 2000/ес. - А група, 11/1
- Миньор (Пк) – 2001/пр. - А група, 7/1
- Марек – 2001/02 – А група, 21/3
- Марек – 2002/ес. - А група, 12/1
- Македонска слава – 2003/пр. - Б група, 13/3
- Македонска слава – 2003/04 – А група, 21/3
- Миньор (Пк) – 2004/05 – В група, 27/12
- Миньор (Пк) – 2005/06 – Б група, 12/4
- Миньор (Пк) – 2006/07 – Б група, 20/4
- Миньор (Пк) – 2007/08 – Б група, 6/1
- Струмска слава – 2008/09 – В група
- Миньор (Пк) – 2009/10 – А група, 1/0